# The Good Guys (serie de televisión)
The Good Guys es una serie de televisión estadounidense acerca de un veterano policía, su joven compañero y los casos que ambos resuelven juntos.  La serie se estrenó en FOX (Estados Unidos) el 19 de mayo de 2010 con un episodio piloto, y comenzó a transmitirse regularmente el 7 de junio. Cuenta con la participación de Bradley Whitford como Dan Stark y de Colin Hanks como Jack Baliley. La serie fue cancelada por Fox Television Studios el 15 de diciembre de 2010.

## Elenco
Dan Stark (Bradley Whitford) es un policía quien hace años salvó al hijo del Gobernador de Texas Sanford Davis, Andy, y que actualmente pasa la mayoría del tiempo reviviendo aquel momento. Sus técnicas para resolver los casos son poco convencionales, y en muchos casos basa su trabajo en corazonadas, pese a esto, resuelve casos. Es sabido que mantiene una relación amistosa con los criminales que ha arrestado. 
El creador de la serie, Matt Nix describe a Dan Stark como «un fantástico policía de 1981, sólo que se ha quedado en el tiempo». Debido a esto, también le cuesta adaptarse a las nuevas tecnologías.
Muchas veces le cuenta historias a Jack sobre los viejos días con su excompañero Frank Savage, con quien mantenía una cercana relación de policía-amigo. Le gusta comer maníes con cáscara, escuchar a Foghat y masticar goma de mascar.
Liz Traynor (Jenny Wade) es una asistente del fiscal de distrito y la exnovia de Jack. Aparentemente, rompió con él porque «no quería salir con un policía». Sin embargo, es obvio que ellos dos aún no pasaron página, lo que da lugar a momentos y conversaciones incómodas. Luego de que el novio de Liz, Kyle, es arrestado en el episodio «The Whistleblower» ella y Jack deciden darle otra oportunidad a la relación.
Teniente Ana Ruiz (Diana Maria Riva) es la jefa de Jack y Dan. Ella cree que mantiene a su departamento lejos de los problemas asignando casos menores a Jack y a Dan.
Julius Grant (RonReaco Lee) es un excriminal, que ahora trabaja como barman. Se mete en problemas constantemente, cosa que Dan suele aprovechar para utilizarlo como soplón.
Samantha Evans (Angela Sarafyan) es una investigadora de la escena del crimen. Si bien se le fue asignado trabajo de laboratorio, ella desea trabajar en el campo, y no duda en ayudar a Jack y a Dan con sus casos cada vez que pueda.
Elton Hodges (Joel Spence) es el inépto detective rival de Dan, y no está de acuerdo con los métodos policiales de Dan.
Frank Savage (Gary Cole) fue el compañero de Dan Stark durante sus «días de gloria». Dejó la policía luego de tener una crisis nerviosa. En el episodio piloto se culpa de esta crisis a Dan.